# قایمیه (بابل)
روستای قائمیه در ۸ کیلومتری شهر بابل و در بخش مرکزی شهرستان بابل و دهستان فیضیه و در شرق بابل قرار دارد. فاصله روستای تا جاده اصلی بابل به سیمرغ حدود ۱ کیلومتر می باشد. نام قبلی روستا اگرتیچ کلا بود. شغل اصلی دوستا کشاورزی و باغداری میباشد‌. محصولات این روستا برنج و مرکبات میباشد.

## جمعیت
این روستا در دهستان فیضیه قرار دارد و براساس سرشماری مرکز آمار ایران در سال ۱۳۸۵، جمعیت آن ۵۰۷ نفر (۱۳۵خانوار) بوده‌است.